# 2646 Abetti
A 2646 Abetti (ideiglenes jelöléssel 1977 EC1) a Naprendszer kisbolygóövében található aszteroida. Nyikolaj Sztyepanovics Csernih fedezte fel 1977. március 13-án. Antonio Abetti olasz csillagászról nevezték el.